# Maurice Dekkers
Maurice Dekkers is een Nederlands journalist en televisie- en radioprogrammamaker. Hij is voornamelijk bekend van het televisieprogramma Keuringsdienst van Waarde waarvan hij bedenker en oprichter is. Daarvoor was hij actief bij de VPRO bij het programma Waskracht!.
Dekkers was eigenaar van het bedrijf Dahl TV, dat ook betrokken was bij de productie van Klootwijk aan Zee en sinds 2010 onderdeel is van de BlazHoffski groep.